# Nepeta tuberosa
Nepeta tuberosa é uma espécie de planta com flor pertencente à família Lamiaceae. 
A autoridade científica da espécie é L., tendo sido publicada em Sp. Pl. 2: 571. 1753.

## Portugal
Trata-se de uma espécie presente no território português, nomeadamente os seguintes táxones infraespecíficos:
- Nepeta tuberosa subsp. tuberosa - presente em Portugal Continental. Em termos de naturalidade é nativa da região atrás referida. Não se encontra protegida por legislação portuguesa ou da Comunidade Europeia.